# Movimento afro-americano de sufrágio feminino
O movimento afro-americano de sufrágio feminino começou a se consolidar na década de 1830, quando as mulheres afro-americanas se mobilizaram em busca de direitos políticos, fundando a Sociedade Feminina Anti-Escravidão de Boston [en], a Sociedade Feminina Anti-Escravidão da Filadélfia [en] e a Sociedade Feminina Anti-Escravidão de Nova York. Esses grupos inter-raciais eram expressões radicais dos ideais políticos das mulheres e levaram diretamente ao ativismo pelo direito ao voto antes e depois da Guerra Civil. Ao longo do século XIX, mulheres afro-americanas como Harriet Forten Purvis [en], Mary Ann Shadd [en] e Frances Ellen Watkins Harper trabalharam em duas frentes simultaneamente: lembrando aos homens afro-americanos e às mulheres brancas que as mulheres negras precisavam de direitos legais, especialmente o direito ao voto.
Após a Guerra Civil, surgiram discordâncias entre as ativistas dos direitos das mulheres quanto ao apoio à ratificação da Décima Quinta Emenda, que concedia o direito de voto independentemente da raça, mas não incluía explicitamente as mulheres. A divisão resultante no movimento feminino marginalizou as mulheres afro-americanas, que, no entanto, continuaram seu ativismo pelo sufrágio. Na década de 1890, o movimento pelo sufrágio feminino tornou-se cada vez mais racista e excludente, e as mulheres afro-americanas se organizaram separadamente por meio de clubes de mulheres locais e da Associação Nacional de Clubes de Mulheres de Cor [en] (National Association of Colored Women's Clubs - NACWC). Já na década de 1910, com a conquista do direito de voto em vários estados, as mulheres afro-americanas emergiram como um bloco eleitoral significativo e influente.
A luta pelo voto não terminou com a ratificação da Décima Nona Emenda em 1920, que garantiu o direito de voto às mulheres, mas não conseguiu erradicar o terrorismo racial que ainda impedia os afro-americanos de exercer esse direito nos estados do sul, independentemente do sexo. Mulheres como Fannie Lou Hamer, Ella Baker e Diane Nash [en] continuaram a luta pelo direito de voto para todos, culminando com a aprovação da Lei do Direito de Voto de 1965.

## Origens do movimento
As origens do movimento pelo sufrágio feminino estão profundamente ligadas ao movimento abolicionista. Mulheres brancas de classe alta foram pioneiras ao usar a metáfora da escravidão para articular sua própria opressão no casamento e na esfera privada, e muitas delas desenvolveram uma consciência política ao se engajar no abolicionismo. Entre as primeiras abolicionistas estavam Lucretia Mott, Elizabeth Cady Stanton e Maria Weston Chapman. A causa abolicionista proporcionou às mulheres que antes estavam presas a seus papéis de esposas e mães a oportunidade de desafiar publicamente o sexismo e aprender a se engajar politicamente como ativistas.
No entanto, o movimento pelo sufrágio feminino das mulheres afro-americanas seguia uma trajetória distinta. As abolicionistas que lideravam a Associação Americana de Direitos Iguais (American Equal Rights Association), como Elizabeth Cady Stanton e Susan B. Anthony, tinham uma agenda essencialmente branca. Após a Guerra Civil, ficou claro que as mulheres negras e brancas tinham visões diferentes sobre o motivo pelo qual o direito ao voto era essencial. Enquanto as sufragistas brancas focavam em seus próprios direitos, as mulheres negras buscavam o sufrágio não apenas para si mesmas, mas também para seus maridos, com o objetivo de fortalecer as comunidades negras diante do terror racial que se intensificou após a emancipação no final do século XIX.

## Divisão do movimento
O racismo que caracterizou o início do século XX resultou em uma opressão multifacetada para as mulheres negras, que enfrentavam discriminação tanto por serem mulheres quanto por serem negras. Muitas mulheres afro-americanas politicamente engajadas priorizaram questões de igualdade racial, com o sufrágio emergindo mais tarde como um objetivo secundário. A Convenção de Seneca Falls, amplamente reconhecida como a primeira convenção de direitos das mulheres, é frequentemente vista como o ponto de partida para o cisma racial dentro do movimento pelo sufrágio feminino. Embora a Declaração de Seneca Falls oferecesse uma análise política da condição das mulheres casadas de classe alta, ela não abordava as dificuldades enfrentadas pelas mulheres brancas ou negras da classe trabalhadora. No século XX, isso resultou em um padrão de ativismo político segregado, com mulheres brancas e negras organizando-se separadamente devido às tensões raciais e de classe dentro do movimento, além das diferenças fundamentais em seus objetivos e consciência política.
As mulheres negras se engajaram em um ativismo multifacetado, frequentemente integrando a luta pelo sufrágio com outras causas, devido à urgência criada pelo racismo generalizado. Para a maioria dessas mulheres, apoiar a expansão da franquia significava também buscar melhorias para suas comunidades como um todo, abrangendo homens e crianças negras, o que as distinguia radicalmente de suas colegas brancas. Enquanto as mulheres brancas focavam na conquista do voto para si mesmas, as mulheres negras priorizavam a melhoria das condições de suas comunidades de forma ampla, em vez de uma melhoria individual exclusivamente como mulheres. Em Mulheres, Raça e Classe, Angela Davis explica que "as mulheres negras eram iguais aos homens na opressão que sofriam (...) e resistiram à escravidão com uma paixão igual à dos homens", o que destaca a fonte de seu ativismo mais holístico. Após a guerra civil, muitas mulheres afro-americanas lutaram para manter seus interesses na vanguarda da esfera política, já que muitos reformadores tendiam a assumir em sua retórica que "negro seria masculino e mulheres seriam brancas".

## Marginalização das mulheres afro-americanas
Em 1890, duas organizações rivais, a Associação Nacional pelo Sufrágio Feminino (National Woman Suffrage Association - NWSA) e a Associação Americana pelo Sufrágio Feminino (American Woman Suffrage Association - AWSA), fundiram-se para formar a Associação Nacional do Sufrágio Feminino Americano (National American Woman Suffrage Association - NAWSA). À medida que a NAWSA começou a ganhar apoio para sua causa, seus membros perceberam que a exclusão das mulheres afro-americanas ganharia maior apoio, resultando na adoção de uma visão mais restrita do sufrágio feminino do que a afirmada anteriormente. A NAWSA concentrou-se na emancipação apenas das mulheres brancas. As mulheres afro-americanas começaram a experimentar o movimento sufragista feminino "anti-negro". A Associação Nacional pelo Sufrágio Feminino considerava a Federação Nordestina de Clubes de Mulheres de Cor [en] (Northeastern Federation of Colored Women's Clubs) um risco para a associação devido às atitudes das mulheres brancas do sul em relação à obtenção do voto pelas mulheres negras. As brancas sulistas temiam que o voto das mulheres afro-americanas pudesse resultar em mudanças políticas significativas que ameaçariam seu status e poder.
O movimento sufragista das mulheres afro-americanas começou com pioneiras como Sojourner Truth e Harriet Tubman, e progrediu para mulheres como Ida B. Wells, Mary Church Terrell [en], Ella Baker, Rosa Parks, Angela Davis e muitas outras. Essas mulheres desempenharam papéis cruciais na luta pelos direitos das mulheres afro-americanas e pelo fim da privação de direitos. Enfrentaram discriminação, abusos e violência tanto de brancos sulistas quanto de nortistas, mas se mantiveram firmes e perseverantes, transmitindo essa força de geração em geração. Essa resiliência ainda é preservada nas famílias afro-americanas de hoje. Ao longo da sua história no continente americano, as mulheres afro-americanas têm sido ativistas políticas, mas, por muito tempo, foram privadas do direito de votar e ocupar cargos públicos. Em resposta, elas adotaram estratégias políticas não convencionais para promover suas causas e lutar por seus direitos.
Após sua prisão em 1970, "[Angela] Davis tornou-se uma prisioneira política. Protestos nacionais e internacionais para libertar Angela foram mobilizados em todo o mundo. Durante os dois anos que passou na prisão, Davis leu, escreveu ensaios sobre injustiças e se preparou como coadvogada para sua própria defesa. Por fim, Davis foi libertada sob fiança em 1972 e, mais tarde, absolvida de todas as acusações criminais em seu julgamento com júri."

### Criação da Associação Nacional de Mulheres de Cor

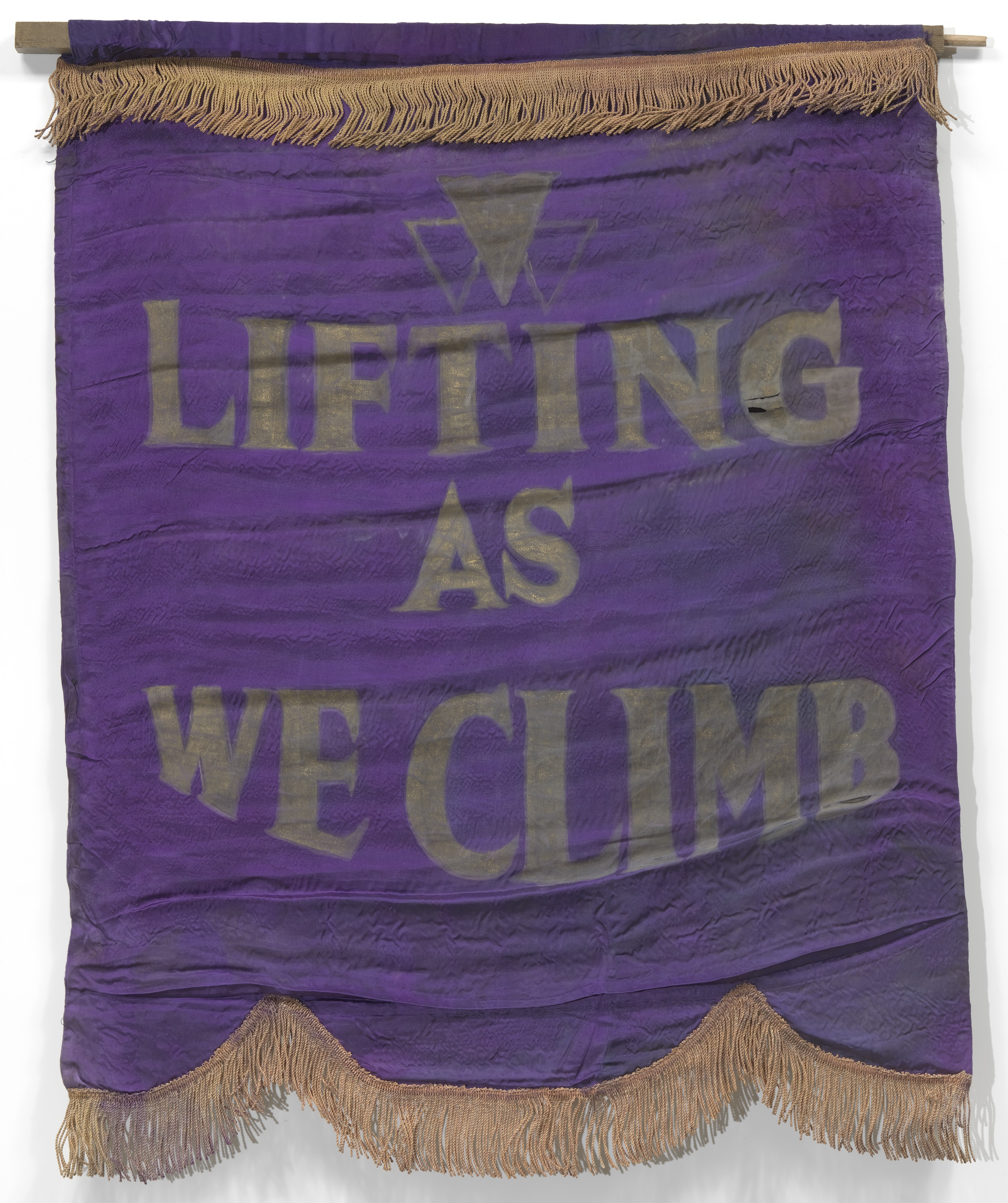
Estandarte com o lema da Associação Nacional de Clubes de Mulheres de Cor. Coleção do en.

O movimento pelo sufrágio feminino americano começou no norte como um movimento de mulheres brancas de classe média, com a maioria de seus membros sendo mulheres brancas instruídas, principalmente de Boston, Nova York, Maine e do nordeste. A Associação Nacional pelo Sufrágio Feminino (NWSA) fez tentativas de incluir mulheres da classe trabalhadora e sufragistas negras. Em 1866, a Associação Americana de Direitos Iguais foi formada com a crença de que todos, independentemente de raça ou sexo, deveriam ter o direito de votar. Durante esse período, estava se formando uma divisão entre o movimento feminino. A Décima Quarta Emenda estava sendo proposta e os homens negros estavam prestes a receber o direito de votar. A NSWA realizou uma convenção para discutir como prosseguir e as mulheres estavam divididas sobre a questão. Algumas mulheres não queriam correr o risco de perder a chance de os homens negros terem o direito de votar e achavam que as mulheres teriam a sua vez. Elas viram essa proposta de emenda como uma espécie de vitória. Outras mulheres, inclusive Susan B. Anthony e Elizabeth Cady Stanton, ficaram indignadas com essa decisão e acharam que ela não era boa o suficiente e que as mulheres não deveriam ser excluídas do direito ao voto.
A Décima Quarta e a Décima Quinta Emendas foram aprovadas pelo Congresso, garantindo cidadania e direitos de voto aos homens, independentemente de raça, mas as mulheres ainda não tinham o direito de votar. Com o tempo, as líderes da Associação Nacional pelo Sufrágio Feminino (NWSA) começaram a ver o sufrágio das mulheres e o sufrágio afro-americano como questões distintas. Esse desenvolvimento foi influenciado por uma série de fatores. Na década de 1890, as líderes mais jovens começaram a assumir papéis de liderança dentro do movimento sufragista, e figuras como Elizabeth Cady Stanton e Susan B. Anthony passaram a ter menos influência direta. Durante esse período, o movimento enfrentou uma crescente influência de ideologias de "supremacia branca", especialmente à medida que mulheres do sul, que frequentemente compartilhavam essas visões, se tornaram mais proeminentes dentro do movimento sufragista.
Como resultado das divisões e das mudanças ideológicas, houve um crescente desentendimento e dissensão dentro da NWSA. Muitas sufragistas afro-americanas, descontentes com a falta de inclusão e o racismo que encontraram dentro do movimento dominante, se separaram e formaram suas próprias organizações para promover o sufrágio feminino, como a Associação Nacional de Clubes de Mulheres de Cor e outras iniciativas semelhantes. Essas novas organizações se concentraram em abordar as questões específicas enfrentadas pelas mulheres afro-americanas e buscaram alcançar o sufrágio de uma forma que fosse inclusiva e sensível às suas próprias realidades e desafios.
Em junho de 1892, a Liga das Mulheres de Cor [en] (Colored Women's League - CWL) foi fundada em Washington, D.C. Sob a liderança de sua presidente, Helen Appo Cook [en], a CWL lutou pelo sufrágio dos negros e realizou aulas noturnas. Um grupo de Boston chamado Federação Nacional de Mulheres Afro-Americanas (National Federation of Afro-American Women)e liderado por Margaret Murray Washington [en] e Josephine St. Pierre Ruffin juntou-se à Liga das Mulheres de Cor de Washington, D.C. Em 1896, os dois grupos se uniram para formar a Associação Nacional de Mulheres de Cor, sob a liderança de Mary Church Terrell, uma mulher educada e uma das figuras mais proeminentes do movimento. Sob a liderança de Terrell, a NACW trabalhou intensamente para melhorar as condições das mulheres negras, promovendo o sufrágio, a educação e a justiça social.

## O "sufragista educado"
O movimento da NAWSA marginalizou muitas mulheres afro-americanas e, por meio desse esforço, foi desenvolvida a ideia da "sufragista instruída". Essa era a noção de que ser educada era um pré-requisito importante para ter o direito de votar. Como muitas mulheres afro-americanas não tinham instrução, essa noção significava a exclusão do direito ao voto. Embora essa visão fosse mais predominante no Sul dos Estados Unidos, onde as leis de segregação eram mais rigorosas, a ideia também encontrou apoio no Norte, onde a segregação era menos explícita, mas ainda persistente. As mulheres afro-americanas não se intimidaram com o aumento da oposição e se tornaram ainda mais agressivas em sua campanha para obter igualdade com os homens e outras mulheres.
Como resultado, muitas mulheres se mobilizaram durante esse período e trabalharam para envolver as mulheres afro-americanas e incluí-las no movimento sufragista, concentrando-se na educação da comunidade afro-americana e das mulheres em questões do governo local. Em 1913, foi fundado o Clube do Sufrágio Alpha (Alpha Suffrage Club), com Ida B. Wells entre suas cofundadoras e líderes. Esse clube é amplamente reconhecido como a primeira organização de sufrágio liderada por mulheres afro-americanas nos Estados Unidos. O Alpha Suffrage Record, publicado pela associação, desempenhou um papel crucial na promoção do sufrágio feminino afro-americano e foi essencial para divulgar informações sobre questões políticas e para expressar as opiniões e preocupações da comunidade afro-americana, contribuindo significativamente para o avanço da causa do voto feminino entre as mulheres negras. Entre as muitas mulheres que contribuíram para o avanço cultural e intelectual da comunidade afro-americana, destacava-se Bettiola Heloise Fortson, que foi uma figura ativa na cena cultural de Chicago, participando de vários clubes femininos e fundando sua própria organização, a Sociedade Universitária de Chicago. Essa sociedade tinha como objetivo promover o desenvolvimento literário e intelectual das mulheres afro-americanas, ajudando a fomentar um ambiente de aprendizado e crescimento cultural.
Todas as mulheres afro-americanas que participaram da luta contra sua exclusão do movimento sufragista esperaram mais de setenta anos para ver os frutos de seu trabalho.

## Problemas no exercício do voto
Após a aprovação da Décima Nona Emenda em 1920, que garantiu o direito de voto às mulheres em todo o país, as mulheres afro-americanas, especialmente aquelas que residiam nos estados do Sul, continuaram enfrentando diversas barreiras ao exercer esse direito. Enquanto as mulheres afro-americanas no Norte puderam se registrar para votar com relativa facilidade e muitas se envolveram ativamente na política, a situação no Sul era muito mais complicada e opressiva. No início, as mulheres afro-americanas do Norte, como Annie Simms Banks [en], que foi escolhida como delegada na convenção do Partido Republicano de Kentucky em março de 1920, puderam se registrar para votar e participar do processo político com maior liberdade. No entanto, a realidade era muito diferente no Sul, onde as mulheres afro-americanas enfrentavam uma série de obstáculos projetados para impedir sua participação política.
Apesar da Décima Nona Emenda, o registro eleitoral das mulheres afro-americanas na Flórida, por exemplo, inicialmente superou o das mulheres brancas, o que alarmou muitos sulistas brancos. Em resposta, foram adotados métodos de privação de direitos, como longas esperas de até doze horas para o registro, impostos sobre a cabeça e a imposição de testes discriminatórios. Entre esses testes, estava o exame de leitura e interpretação da Constituição, frequentemente aplicado de maneira arbitrária para garantir que as mulheres afro-americanas fossem desqualificadas. No Sul, os obstáculos eram ainda mais severos e violentos. As mulheres afro-americanas enfrentaram não apenas a discriminação institucionalizada, mas também ameaças físicas e acusações fabricadas destinadas a colocá-las na prisão se tentassem votar. Essas formas de opressão persistiram até a década de 1960, quando o movimento pelos direitos civis começou a ganhar força e a promover mudanças significativas na legislação e na prática eleitoral.